# José Balarello
José Balarello, né le 25 décembre 1926 à Nice et mort le 25 février 2015 à Nice, est un avocat et homme politique français.

## Biographie
Avocat de profession, il devient sénateur des Alpes-Maritimes le 26 décembre 1984, succédant à Victor Robini décédé, puis est réélu le 24 septembre 1989 et le 27 septembre 1998. Il ne se représente pas en 2008. Il est président du Centre de gestion de la Fonction publique territoriale des Alpes Maritimes depuis avril 1988. D'abord gaulliste de gauche, puis UDR, il passe au Parti Républicain en 1979. Il a longtemps présidé l'office d'HLM de la ville de Nice et du département des Alpes Maritimes.

## Mandats
- Conseiller général des Alpes-Maritimes (canton de Tende) ; vice-président du conseil général des Alpes-Maritimes
- Conseiller municipal de Beausoleil
- Président du Centre de Gestion de la Fonction Publique Territoriale des Alpes Maritimes
- Sénateur des Alpes-Maritimes
- Membre de la Délégation parlementaire pour l'Union européenne
- Maire PR puis DL de Tende de 1971 à 2001
- Adjoint au maire de Tende
- Conseiller municipal de Sospel
- Membre de la Cour de justice de la République
- Membre de la Haute Cour de justice